# Ornithidium fulgens
Ornithidium fulgens är en orkidéart som beskrevs av Heinrich Gustav Reichenbach. Ornithidium fulgens ingår i släktet Ornithidium och familjen orkidéer. Inga underarter finns listade i Catalogue of Life.

## Bildgalleri

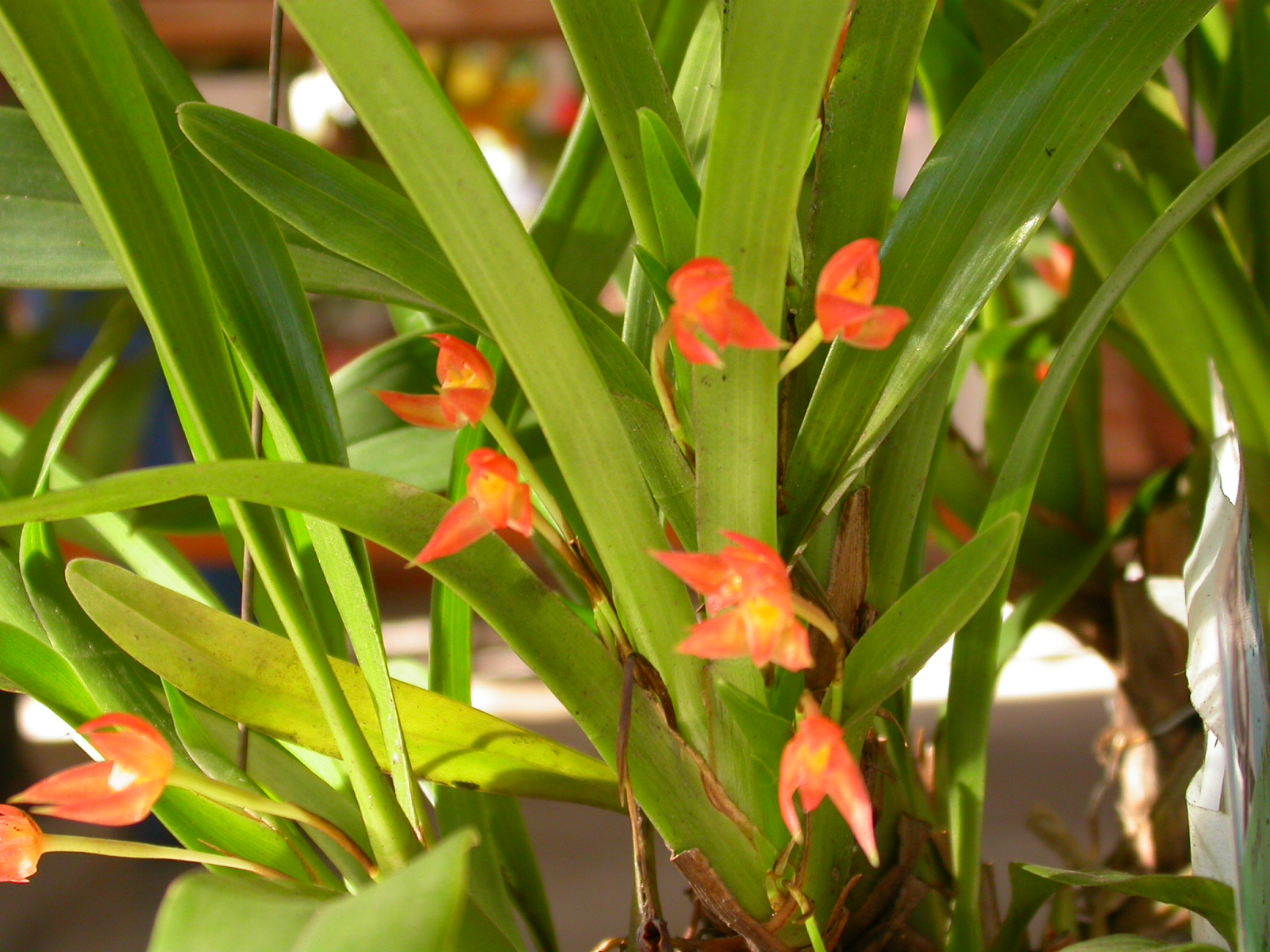
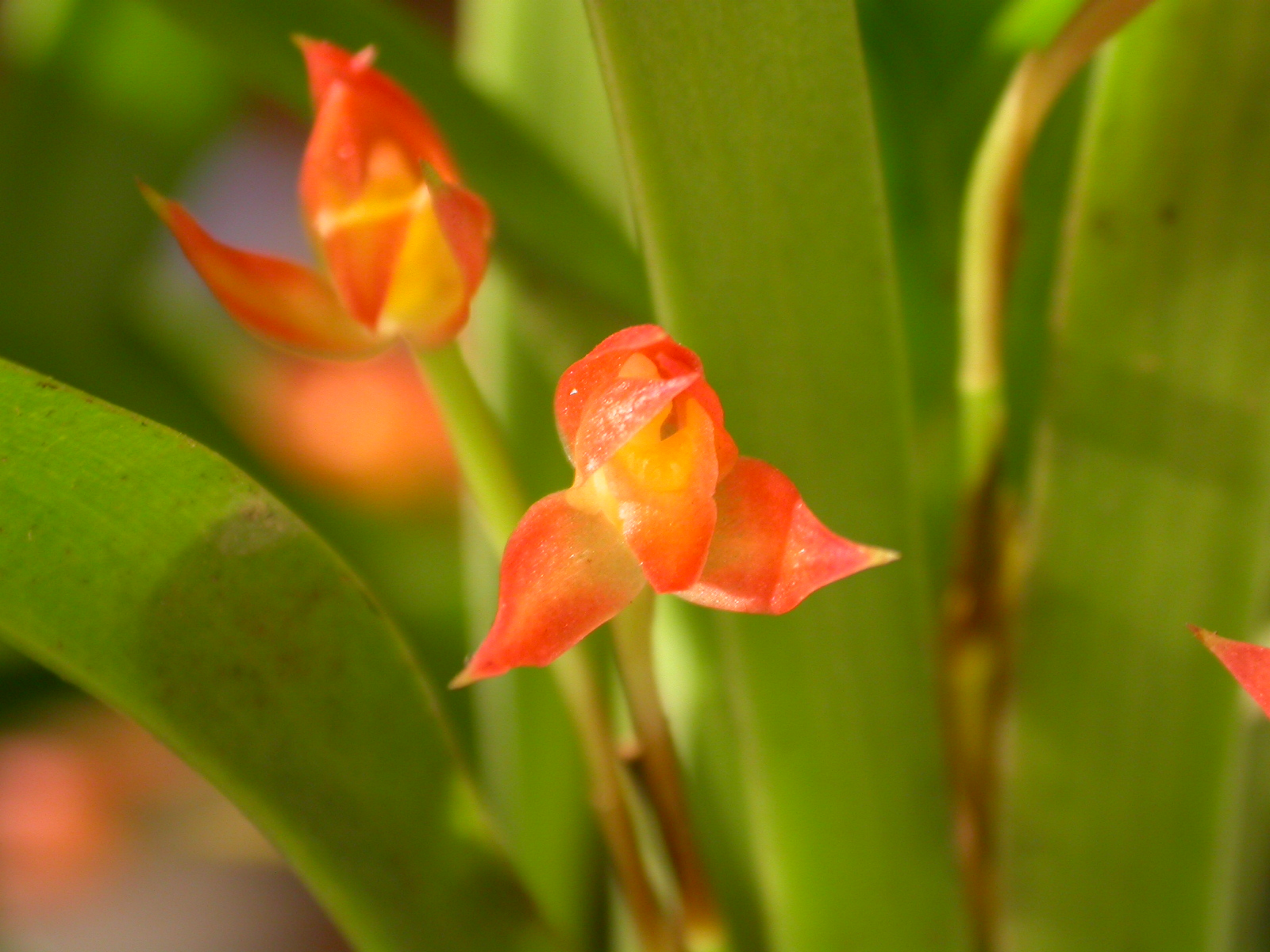